# 標準草書
标准草书，是于右任整理的一套草书标准，同名字帖（《标准草书》）由“当代草圣”于右任编纂的草书帖。
普遍可以购买到的版本包括《草圣千字文》（采集了王羲之、米芾等草书名家的千字文写法，部分字样采自于右任创建的标准草书社。）、草书代用符号表（草书符号代用楷书的部首）、草书基本理论。其中普遍认为较为重要的、较有影响力的是前二者。《标准草书》现在是草书学习的一本重要的字帖，该书集字较多，且选字以易识、易写、准确、美丽为原则。书中的千字文草书字样绝大多数为历代名家集字双钩，个别字由草书社所书。尽管字样中部分字比如今普遍认同的硬笔写法更为简洁、千字文内容也与普遍流传版本略有不同。